# Шател Сен Жермен
Шател Сен Жермен (фр. Châtel-Saint-Germain) насеље је и општина у североисточној Француској у региону Лорена, у департману Мозел која припада префектури Мец Кампањ.
По подацима из 2011. године у општини је живело 2286 становника, а густина насељености је износила 177,48 становника/km². Општина се простире на површини од 12,88 km². Налази се на средњој надморској висини од 200 метара (максималној 355 m, а минималној 176 m).

## Демографија
| 1962. | 1968. | 1975. | 1982. | 1990. | 1999. | 2011. |
| ----- | ----- | ----- | ----- | ----- | ----- | ----- |
| 1.191 | 1.443 | 1.616 | 1.854 | 1.799 | 1.983 | 2.286 |

График промене броја становника у току последњих година